# Fenwickia affinis
Fenwickia affinis är en tvåvingeart som beskrevs av Harrison 1959. Fenwickia affinis ingår i släktet Fenwickia och familjen myllflugor. Inga underarter finns listade i Catalogue of Life.